# Asmicridea edwardsii
Asmicridea edwardsii är en nattsländeart som först beskrevs av Mclachlan 1866.  Asmicridea edwardsii ingår i släktet Asmicridea och familjen ryssjenattsländor. Inga underarter finns listade i Catalogue of Life.